# Paradromulia umbrilinea
Paradromulia umbrilinea là một loài bướm đêm trong họ Geometridae.